# Petronell-Carnuntum
Petronell-Carnuntum là một đô thị ở Bruck an der Leitha ở nước Áo. Đô thị này có diện tích 25,36 km², dân số năm 2001 là 1158 người. 